# Fellag

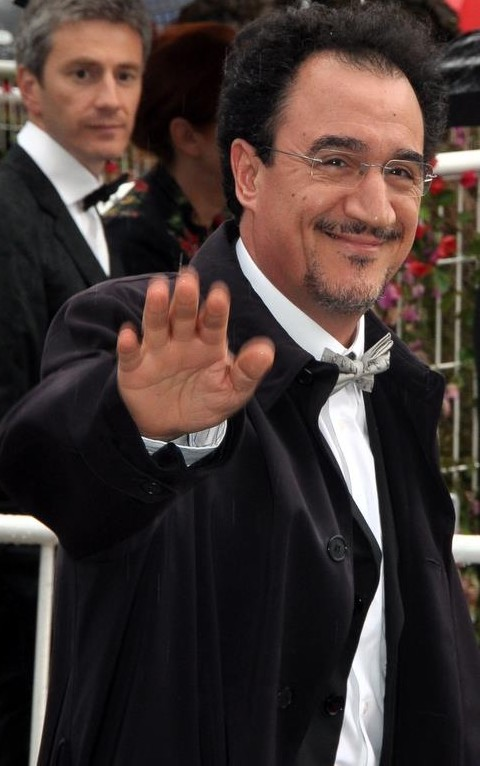
Fellag al Festival di Cannes 2012

Mohamed Saïd Fellag, in arte semplicemente noto come Fellag (in arabo: محمد فلاق, in berbero neo-tifinagh: ⵎⵄⵁⴰⵏⴸ ⵚⴰⵉⴸ ⴼⴻⵍⴰⴴ; Azeffoun, 31 marzo 1950), è un attore, umorista, commediografo, regista teatrale e scrittore algerino.

## Biografia
Fellag è nato ad Azeffoun, in Cabilia (una regione dell'Algeria settentrionale), il 31 marzo del 1950 da una famiglia berbera. Ha studiato teatro presso l'Istituto Nazionale di Arte Drammatica e coreografia dell'Algeria a Bordj El Kiffan, dal 1968 al 1972; le sue prime recite nei teatri algerini risalgono al 1970.
Dal 1978 al 1981 ha vissuto in Francia e in Canada, vivendo di piccoli lavori e rimandando la realizzazione dei suoi progetti artistici. Nel settembre 1985, tornato in Algeria, è stato assunto dal Teatro Nazionale algerino, dove ha lavorato come attore e regista. Nel 1987 crea il suo primo spettacolo, Le avventure di Tchop. Nel settembre 1993 è stato nominato direttore del teatro di Béjaïa.
Dotato di un grande umorismo, i suoi spettacoli sono prevalentemente comici ma ricchi di ironia intelligente e di critica di costume. Anche nei suoi romanzi riesce ad affrontare con leggerezza e profondità temi importanti come quelli dell'integrazione degli immigrati (Rue des petites daurades) e la stagione del terrorismo islamista in Algeria (L'Allumeur de rêves berbères).
Sposatosi a 40 anni, ora vive con l'attrice Marianne Epin.

## Spettacoli
- 1987: Les Aventures de Tchop (Le avventure di Tchop), Algeri
- 1989: Cocktail Khorotov (spettacolo in dialetto algerino), Petit Théâtre, Algeri.

Balcone di Djamila
- 1990: Labès SOS .
- 1991: Un bateau pour l'Australie (Una barca per l'Australia), che è stato trasformato in un DVD nel 2002.
- 1994:  Delirium, Tunisi.
- 1997: Djurdjurassique Bled, internazionale teatro di lingua francese a Parigi.
- 2001: Rue des petites daurades (Via delle piccole orate), Théâtre international de langue française, Parigi.
- 2002: Le Syndrome de la page 12 (La sindrome della pagina 12), Théâtre du Rond-Point, Parigi.
- 2003: Che bella la vita !, Théâtre international de langue française, Parigi.
- 2003: Opéra d'Casbah, « mise en images » Jérôme Savary, con Fellag, Biyouna, Abdou Elaïdi, un'orchestre arabo-andalusa e dei ballerini; Espace Saint-Jean (sous chapiteau), Marsiglia.
- 2004: Le Dernier Chameau (L'Ultimo Cammello), regia di Patrick Sommier, MC93 Bobigny, dal quale è stato tratto un DVD (2005), Théâtre des Bouffes du Nord, Parigi.
- 2008: Tous les Algériens sont des mécaniciens (Tutti gli algerini sono dei meccanici), regia di Marianne Épin e l'autore, Les Nuits de Fourvière, Lione.

## Premi e riconoscimenti
- Prix du Syndicat de la Critique – 1998
- Raymond Devos prize – 2003
- Prix de la SACD de la Francophonie – 2003

## Pubblicazioni
- Djurdjurassique Bled,  la fase del testo, edizioni JC Lattès, Paris, 1999, 197 pagine, ISBN/EAN 9782709621069
- Rue des petites daurades, romanzo, edizioni JC Lattès, Paris, 2001.
- C'est à Alger, con copertina di Slimane Ould Mohand, edizioni JC Lattès, Paris, 2002.
- Comment réussir un bon petit couscous seguito da Manuel bref et circoncis des relations franco-algériennes, edizioni JC Lattès, Paris, 2003.
- Le Dernier Chameau et autres histoires, notizie, edizioni JC Lattès, Paris, 2004.
- L'Allumeur de rêves berbères, illustrazioni di Slimane Ould Mohand, edizioni JC Lattès, Paris, 2007.

## Filmografia
- Libertà, la notte, regia di Philippe Garrel (1983)
- Niya Hassan (1983)
- Da Hollywood a Tamanrasset (1990)
- Domenica Inshallah, regia di Yamina Benguigui (2001)
- Fiori di sangue, regia di Myriam Mézières (2002)
- Momo bambo, regia di Laila Marrakchi (2003)
- Vicini, vicini, regia di Malik Chibane (2005)
- Michou d'Auber, regia di Thomas Gilou (2006)
- Giorni di guerra, regia di Florent-Emilio Siri (2007)
- La vedova Tatuaggi, regia di Salvatore Virginia (2008)
- Les Barons, regia di Nabil Ben Yadir (2009)
- Le Chat du rabbin, regia di Joann Sfar e Antoine Delesvaux (2011), voce
- Monsieur Lazhar, regia di Philippe Falardeau (2012)